# 마리아 플로

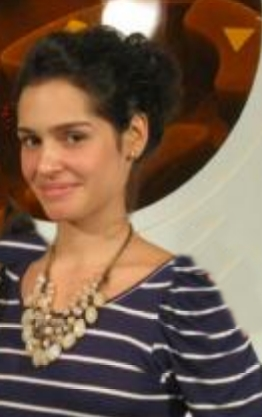

마리아 플로르(Maria Flor, 1983년 8월 31일 ~ )는 브라질의 배우이다.

## 영화
- 알바트로스 (2018년)
- 리허설 필름 (2018년)
- 리틀 시크릿 (2016년)
- 마이아: 한 포르투갈 가족의 이야기 (2014년)
- 차일드후드 (2014년)
- 치킨 날다! (2012년)
- 싱구 (2012년)